# Сингх, Гурдев
Гурдев Сингх Кулар (англ. Gurdev Singh Kular, 12 августа 1933, Сансарпур, Британская Индия — 8 февраля 2024, Лидс) — индийский хоккеист (хоккей на траве), нападающий. Олимпийский чемпион 1956 года.

## Биография
Гурдев Сингх родился 12 августа 1933 года в индийском городе Сансарпур.
Играл в хоккей на траве за полицию Пенджаба. В её составе в 1962 году стал чемпионом Индии, был капитаном команды.
В 1956 году вошёл в состав сборной Индии по хоккею на траве на Олимпийских играх в Мельбурне и завоевал золотую медаль. Играл на позиции нападающего, провёл 5 матчей, забил 5 мячей (три в ворота сборной США, два — Афганистану).
В 1958 и 1962 годах в составе сборной Индии завоевал серебряные медали хоккейного турнира летних Азиатских игр в Токио и Джакарте. На второй Азиаде был капитаном сборной.
В 1964 году также был капитаном сборной Индии в турне по Афганистану.
Скончался 8 февраля 2024 года в британском городе Лидс.